# Васильев, Лев Алексеевич
Лев Алексеевич Васильев (род. 16 декабря 1939 года в Ташкенте) — советский и киргизский промышленный деятель, политик Киргизской Республики. Заслуженный работник промышленности Кыргызстана, советник государственной службы III класса.

## Биография
Лев Васильев родился 16 декабря 1939 года в Ташкенте.
Служил в Советской Армии. После демобилизации начал трудовую деятельность слесарем на машиностроительном заводе в 1961 году. В 1966 году окончил Харьковский институт инженеров железнодорожного транспорта по специальности «промышленная теплоэнергетика». В 1967—1978 годах работал инженером, старшим инженером, заместителем начальника службы наладки и испытаний тепломеханического оборудования и тепловых измерений Киргизглавэнерго, главным инженером Фрунзенского предприятия теплосетей, заместителем главного инженера Киргизглавэнерго по теплотехнической части.
В 1978 году был назначен директором Фрунзенской (впоследствии Бишкекской) ТЭЦ, занимал пост больше 30 лет. Также был советником директора тепловой электростанции Бишкека, филиала ОАО «Электрические станции».
В 2000 году был избран депутатом Собрания народных представителей Жогорку Кенеша, был заместителем председателя Комитета по стратегическому развитию промышленности и предпринимательства. Член Социально-демократической партии Кыргызстана.
Также избирался депутатом Бишкекского городского кенеша четырёх созывов. В июле 2020 года добровольно отказался от мандата, мотивировав своё решение состоянием здоровья.
Награждён орденом «Манас» II и III степеней. Заслуженный работник российского АО «Единая энергетическая система России». Почётный гражданин Бишкека.